# The Next Wave : 디지털기술과 사회혁신
〈The Next Wave : 디지털기술과 사회혁신〉은 미국의 작가이자 정치공학자, 미국의 사회과학연구소인 브루킹스 연구소의 소장인 Darrell M. West이 2011년에 저술한 책이다. 이 책은 총 9개의 장으로 구성되어 있으며, 디지털 기술 혁신을 통한 사회 변화를 주제로 하고 있다. 저자는 테크놀로지가 정부 정책과 사회의 여러 부문에 결합되었을 시 나타나는 효율성 증대와 그로 인해 나타날 국가와 사회, 개인의 변화가 어떻게 될 것인지에 대해 다양한 사례를 들어 기술혁신을 어떻게 활용하면 그 효과를 극대화할 수 있을 것인지 논하고 있다.

## 서평
- 케빈 이스터링은 "클라우드 컴퓨팅, 초고속 브로드밴드, 전자 의료기기, 디지털 언론 등 다양한 공공분야에 도입되고 있는 첨단기술의 양상을 흥미롭게 보여준다. 그러나 이 책의 가치는 이러한 심층적 조사연구보다, 사회ㆍ정치 변화에 필요한 테크놀로지 도입을 방해하는 제도적ㆍ조직적 요소에 대한 평가와 제안에 있다. 널리 읽혀 정부 정책을 개선하고 사회 발전을 이루는 데 도움이 될 책이라 확신한다."고 언급했다.[1]
- 베스 사이먼 노벡은 "테크놀로지와 정부정책에 대한 최고의 전문가인 저자가 기술혁신이 어떻게 비용을 절감하고 업무 성과를 높여 국가ㆍ사회ㆍ개인을 변화시키고 결과적으로 우리 모두의 삶의 질을 개선하는지 보여준다. 공공부분에 만연한 각종 제약에 날카로운 비판을 서슴지 않는 사회과학자로서, 우리 스스로와 우리 조직이 혁신적으로 변화하기 위해 필요한 구체적 로드맵을 제공한다."고 언급했다.[2]
- Ugur Gokay Ortasoz(University of Lille)는 "이 경험적인 업무에서 Darrell West는 정보 기술의 정책과 사용법에 대한 포괄적인 방법으로 독자들에게 정보를 알려 주며, 공공 부문과 민간 부문 모두에서 사용하는 시스템을 여전히 혁신한다."고 말했다.[3]
- Ugur Gokay Ortasoz(University of Lille)는 또한 이 책은 정책 입안자들과 재계 지도자들에게 경제적 효율성뿐만 아니라 사회 전반에 걸쳐 사회적, 정치적 혁신을 촉진할 수 있다는 실용적인 증거를 제공할 것이라고 말했다.[4]
- Times Higher Education(THE)는 "이 혁명의 파도는, 우리의 해안에 충돌 할지도 모른다. 모든 미래학의 경우와 마찬가지로, 우리는 기다려야한다. 미래가 무엇이든,이 책은 우리의 가능한 디지털 미래에 대한 매력적인 창을 제공한다"고 언급했다."[5]

## 참고 문헌
- 《The Next Wave : 디지털기술과 사회혁신》(The Next Wave: Using Digital Technology to Further Social and Political Innovation)